# Camilla Werner
Camilla Werner (* 14. Mai 1949 in Berlin) ist eine deutsche Politikerin (Bündnis 90/Die Grünen) und ehemalige Abgeordnete im Abgeordnetenhaus von Berlin.
Camilla Werner absolvierte im Anschluss an den Realschulabschluss eine Ausbildung zur Verwaltungsangestellten für den höheren Dienst und war bis 1977 bei der Berliner Senatsverwaltung tätig. Sie legte 1979 auf dem zweiten Bildungsweg die Abiturprüfung ab. Anschließend studierte sie an der Freien Universität Berlin Politologie und Jura mit Abschluss als Diplompolitologin 1986. Bis 1991 war sie an der Universität tätig und wechselte dann bis 1994 ins Umweltministerium von Brandenburg. Anschließend war sie bei parteinahen Institutionen von Bündnis 90/Die Grünen beschäftigt.
Werner gehörte für ihre Partei von 1995 bis 1999 der Bezirksverordnetenversammlung Zehlendorf an, ab 1997 als Fraktionsvorsitzende. Von 1999 bis 2001 hatte sie ein Mandat im Abgeordnetenhaus inne.